# Jesús Coronel Salirrosas
Jesús Coronel Salirrosas (Bolívar, 20 de septiembre de 1951) es un economista y político peruano. Fue Presidente Regional de Cajamarca.

## Biografía
Nació en Bolívar, departamento de La Libertad. Estudió economía en la Universidad Nacional de Trujillo e iría a vivir a Cajamarca; es actual docente de la facultad de CECA de la Universidad Nacional de Cajamarca. Está casado con Betina Gonzales.

## Vida política
Ganó las elecciones regionales de Cajamarca el año 2006 como representante del Movimiento Regional Fuerza Social; iniciando su mandato en 2007 durante el segundo gobierno de Alan García. No se presentó a la reelección en 2010, siendo candidata por el mismo partido en aquellas elecciones, su esposa Beltina Gonzales. En 2014 volvería a presentarse a las elecciones regionales para Cajamarca quedando en sexto lugar.